# 不二女子高等学校

## 沿革
- 1946年 - 不二洋裁学院が設立。
- 1970年 - 学校法人奥野木学園認可。
- 1978年 - 不二女子高等学校開校。
- 2004年 - 新校舎完成。

## 関係学校
- 大町不二幼稚園